# Cristina Rota
María Cristina Rota Fernández (La Plata, provincia de Buenos Aires; 30 de enero de 1945) es una actriz, productora y profesora de arte dramático argentina nacionalizada española. Fue premiada con la Medalla de Oro a las Bellas Artes en 2010. Es madre de los también actores María Botto, Juan Diego Botto y Nur Levi.

## Biografía
María Cristina Rota nació en 30 de enero de 1945 en La Plata, Argentina, y tiene ascendencia española, su abuelo era navarro y su abuela canaria. Junto al actor Diego Fernando Botto, fue madre de María Botto (1974) y Juan Diego Botto (1975), ambos actores. Diego Fernando desapareció el 21 de marzo de 1977 durante la campaña de terror de la última dictadura cívico-militar argentina, pasando a engrosar la lista de los 30.000 desaparecidos.
En 1978, embarazada de otra pareja, decidió abandonar su país y trasladarse a España donde dio a luz a su hija la también actriz Nur Levi (1 de febrero de 1979). En este país ha desarrollado una amplia tarea de formación de actores desde 1978 en su escuela asociada a la Sala Mirador, de la que luego surgiría el Centro de Nuevos Creadores.
Como actriz ha trabajado con directores como Agustín Alezzo, Carlos Gandolfo, José Luis Gómez y Lluis Pasqual.
Desde hace más de 30 años dirige la Escuela de Interpretación Cristina Rota en Madrid.

## Cine
| Año  | Título                          | Personaje | Director                    |
| ---- | ------------------------------- | --------- | --------------------------- |
| 1985 | La reina del mate               | Aurora    | Fermín Cabal                |
| 1986 | Virtudes Bastián (cortometraje) |           | Francisco Avizanda          |
| 1987 | En penumbra                     |           | José Luis Lozano            |
| 1994 | Party Line (cortometraje)       |           | José Luis Cubillo Fernández |
| 2003 | Colores (cortometraje)          | Marcela   | Carlos Dueñas, Biel Fuster  |
| 2011 | De tu ventana a la mía          | Isabel    | Paula Ortiz                 |

## Teatro
Como actriz en:
- El zoo de cristal (2005)

Como realizadora:
- El acompañamiento
- Esperando al zurdo
- Lorca al rojo vivo
- De ratones y hombres
- La sombra del valle

Como adaptadora
- Rosencrantz y Guildenstern
- El rufián en la escalera (1996).[10]

### Como productora
- Los abajo firmantes 2003